# Domont
Domont är en kommun i departementet Val-d'Oise i regionen Île-de-France i norra Frankrike. Kommunen ligger i kantonen Domont som tillhör arrondissementet Sarcelles. År 2022 hade Domont 16 075 invånare.

## Befolkningsutveckling
Antalet invånare i kommunen Domont
| Referens: INSEE |